# Ytres
Ytres és un municipi francès situat al departament del Pas de Calais i a la regió dels Alts de França. L'any 2007 tenia 417 habitants.

## Demografia

### Població
El 2007 la població de fet de Ytres era de 417 persones. Hi havia 146 famílies de les quals 28 eren unipersonals (8 homes vivint sols i 20 dones vivint soles), 59 parelles sense fills, 55 parelles amb fills i 4 famílies monoparentals amb fills.
La població ha evolucionat segons el següent gràfic:
Habitants censats

### Habitatges
El 2007 hi havia 182 habitatges, 153 eren l'habitatge principal de la família, 10 eren segones residències i 20 estaven desocupats. 177 eren cases i 2 eren apartaments. Dels 153 habitatges principals, 119 estaven ocupats pels seus propietaris, 32 estaven llogats i ocupats pels llogaters i 2 estaven cedits a títol gratuït; 1 tenia una cambra, 13 en tenien dues, 24 en tenien tres, 41 en tenien quatre i 74 en tenien cinc o més. 134 habitatges disposaven pel capbaix d'una plaça de pàrquing. A 73 habitatges hi havia un automòbil i a 66 n'hi havia dos o més.

### Piràmide de població
La piràmide de població per edats i sexe el 2009 era:
| Homes | Edats   | Dones |
| ----- | ------- | ----- |
| 0     | 95 o +  | 0     |
| 0     | 90 a 94 | 0     |
| 0     | 85 a 89 | 4     |
| 4     | 80 a 84 | 0     |
| 0     | 75 a 79 | 4     |
| 8     | 70 a 74 | 16    |
| 12    | 65 a 69 | 4     |
| 12    | 60 a 64 | 12    |
| 4     | 55 a 59 | 4     |
| 4     | 50 a 54 | 12    |
| 16    | 45 a 49 | 12    |
| 12    | 40 a 44 | 16    |
| 28    | 35 a 39 | 8     |
| 12    | 30 a 34 | 20    |
| 12    | 25 a 29 | 16    |
| 12    | 20 a 24 | 0     |
| 20    | 15 a 19 | 20    |
| 28    | 10 a 14 | 20    |
| 4     | 5 a 9   | 8     |
| 8     | 0 a 4   | 16    |

## Economia
El 2007 la població en edat de treballar era de 273 persones, 191 eren actives i 82 eren inactives. De les 191 persones actives 176 estaven ocupades (95 homes i 81 dones) i 15 estaven aturades (9 homes i 6 dones). De les 82 persones inactives 34 estaven jubilades, 21 estaven estudiant i 27 estaven classificades com a «altres inactius».

### Ingressos
El 2009 a Ytres hi havia 159 unitats fiscals que integraven 440,5 persones, la mediana anual d'ingressos fiscals per persona era de 15.569 €.

### Activitats econòmiques
Dels 11 establiments que hi havia el 2007, 1 era d'una empresa extractiva, 4 d'empreses de construcció, 3 d'empreses de comerç i reparació d'automòbils, 1 d'una empresa d'hostatgeria i restauració i 2 d'empreses de serveis.
Dels 5 establiments de servei als particulars que hi havia el 2009, 1 era un taller de reparació d'automòbils i de material agrícola, 1 paleta, 1 lampisteria i 2 empreses de construcció.
L'any 2000 a Ytres hi havia 11 explotacions agrícoles.

## Equipaments sanitaris i escolars
El 2009 hi havia una escola elemental integrada dins d'un grup escolar amb les comunes properes formant una escola dispersa.

## Poblacions més properes
El següent diagrama mostra les poblacions més properes.